# Hospodar
Hospodar nebo gospodar je výraz slovanského původu s významem „pán“ nebo „vládce“. Z tohoto výrazu se vyvinulo označení ruských panovníků gosudar.

## Původ
Výraz gospodar pochází z praslovanského jazyka. Jako titul hlavy státu byl poprvé potvrzen v ruském úřadu Kazimíra III. Velikého jako „gospodar (vládce) ruské země“, poté, co se ve válce o haličsko-volyňské dědictví zmocnil části Ruského království. 
Titul se později objevuje také mezi tituly polského knížete Vladislava II. Opolčik jako „ruské země gospodar“ (русской земли господарь), či v titulech polského krále Vladislava II. Jagellonského jako „polský král, litevský, ruský, jiných zemí gospodar“. 
Titulem gospodar se také označovala některá knížata severovýchodního Ruska (například panovníci Tverského knížectví) či Novgorodské republiky („Gospodar Velký Novgorod“) atd.

### Neslovanské jazyky
Výraz hospodar/gospodar se dostal i mimo slovanskou jazykovou oblast, kde však existoval její vliv. Ve slovanských listinách z 15. století byli panovníci Valašska a Moldavska označováni jako hospodarové až do roku 1866. Titul hospodar se používal navíc k titulu voivod. V rumunských písemnostech se objevuje termín Domn (z latinského dominus, srov. domnitor). Na konci tohoto období, kdy byl tento titul užíván mnoha vazaly osmanských sultánů, jeho zachování bylo považováno za nestálé společně s nezávislostí Dunajských knížectví (stvrzených Rumunskem teprve roku 1878). Hospodar byl proto nahrazen titulem domnitor, nebo ve zkrácené formě domn, což byl nadále oficiální knížecí titul až do vyhlášení Rumunského království v roce 1881 (které až do roku 1918 nezahrnovalo Transylvánii).